# Église Saint-Martin d'Ajat
Pour les articles homonymes, voir Église Saint-Martin.
L'église Saint-Martin est une église romane et gothique située à Ajat, dans le département français de la Dordogne, en région Nouvelle-Aquitaine.
Elle fait l'objet d'une protection au titre des monuments historiques.

## Généralités
L'église Saint-Martin est située dans l'est du département français de la Dordogne, au centre du bourg d'Ajat, à quelques mètres du château d'Ajat.
Elle est placée sous le patronage de saint Martin, évêque de Tours au IVe siècle.

## Histoire

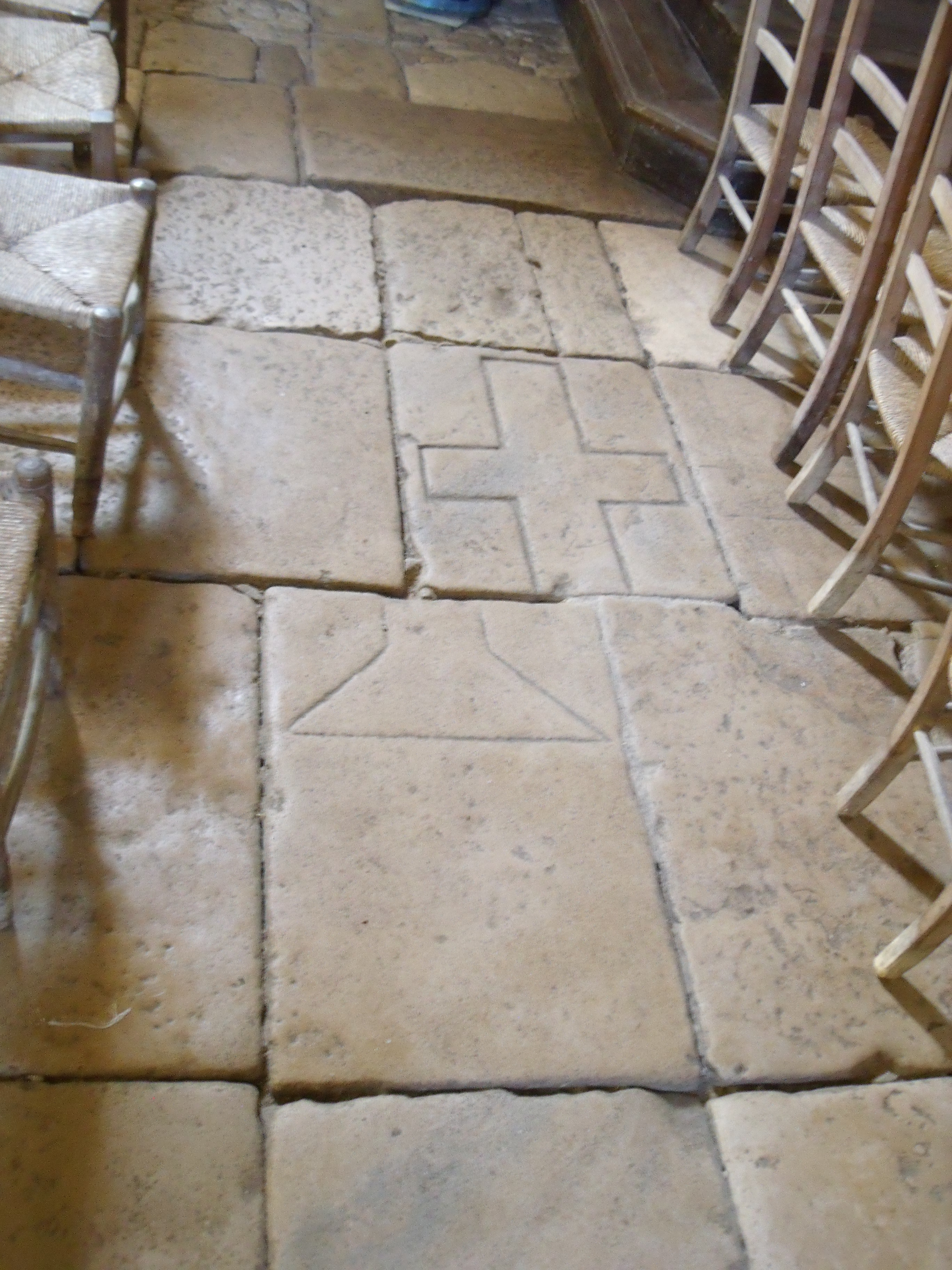
Dalles funéraires disjointes.

Une première église existait dans ce village, peut-être depuis le VIIIe siècle. À son emplacement est édifiée au XIIe siècle l'église actuelle.
Au XIIIe siècle, l'église est la possession des templiers qui établissent une commanderie à Ajat,. Le château et l'église sont alors reliés ensemble par une travée de la nef. Cette travée est ensuite détruite et un mur occidental est monté pour fermer l'édifice.
En 1640, le premier marquis de Hautefort et seigneur d'Ajat, François de Hautefort, décède et est inhumé dans le chœur de l'église,.
Jusqu'en 1770, elle sert de lieu d'inhumation, comme le montrent sur le sol de la nef de nombreuses dalles funéraires gravées.
Au début du XIXe siècle, le dallage du sol est rehaussé de plus d'un mètre, ce qui fait que certaines dalles, reposées sans tenir compte de leur alignement original, présentent désormais des gravures disloquées.
L'église est inscrite au titre des monuments historiques le 25 avril 1925.
Lors de fouilles en 1994, des sarcophages sont exhumés.
En 2011, la toiture de l'édifice est refaite en lauzes.
Réalisés à Chartres par les Ateliers Loire en 2013, les vitraux sont l'œuvre du prêtre dominicain coréen Kim En Joong,. Récemment en juin 2018 a été ajoutée une petite figurine de la Vierge Noire sur la console à droite de l'autel créée par l'artiste franco-néerlandaise Krys.

## Architecture
Comme pour nombre d'églises catholiques, l'édifice est orienté est-ouest. L'église est entièrement couverte de lauzes et son accès s'effectue par deux petits portails, un sous la tribune dans le mur occidental, l'autre dans le mur nord de la nef.
La nef se compose de deux travées et son sol est constitué de dalles, dont plusieurs sont gravées ; une troisième travée détruite permettait une jonction avec le château et le mur occidental date probablement de la destruction de cette travée. Au-dessus de l'arc triomphal qui sépare la nef du chœur s'élève un clocher-peigne à quatre baies campanaires.
Le chœur, légèrement surélevé, est constitué d'une abside hémicirculaire voûtée en cul-de-four. Il se termine par un chevet roman polygonal, couvert de lauzes. L'abside est percée de quatre baies en plein cintre, séparées par des colonnettes ; elle est surmontée d'un bahut défensif percé d'ouvertures étroites évoquant des meurtrières. Une petite sacristie est attenante au chœur, côté nord.
Le chœur est de style roman alors que la nef est remaniée à l'époque gothique mais les traces en haut des murs évoquent le voûtement primitif, probablement par coupole.

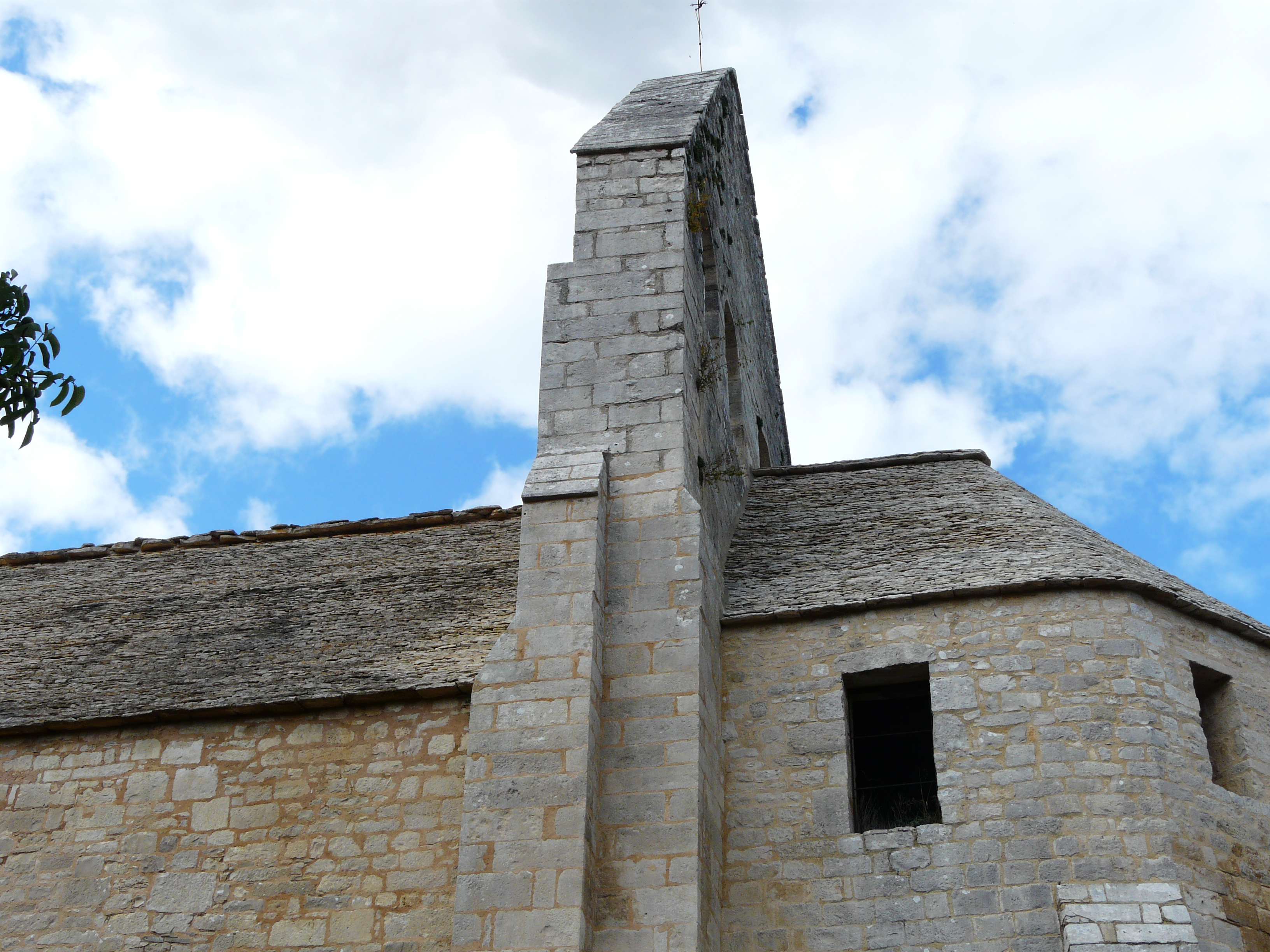
Toits en lauzes et clocher-mur.
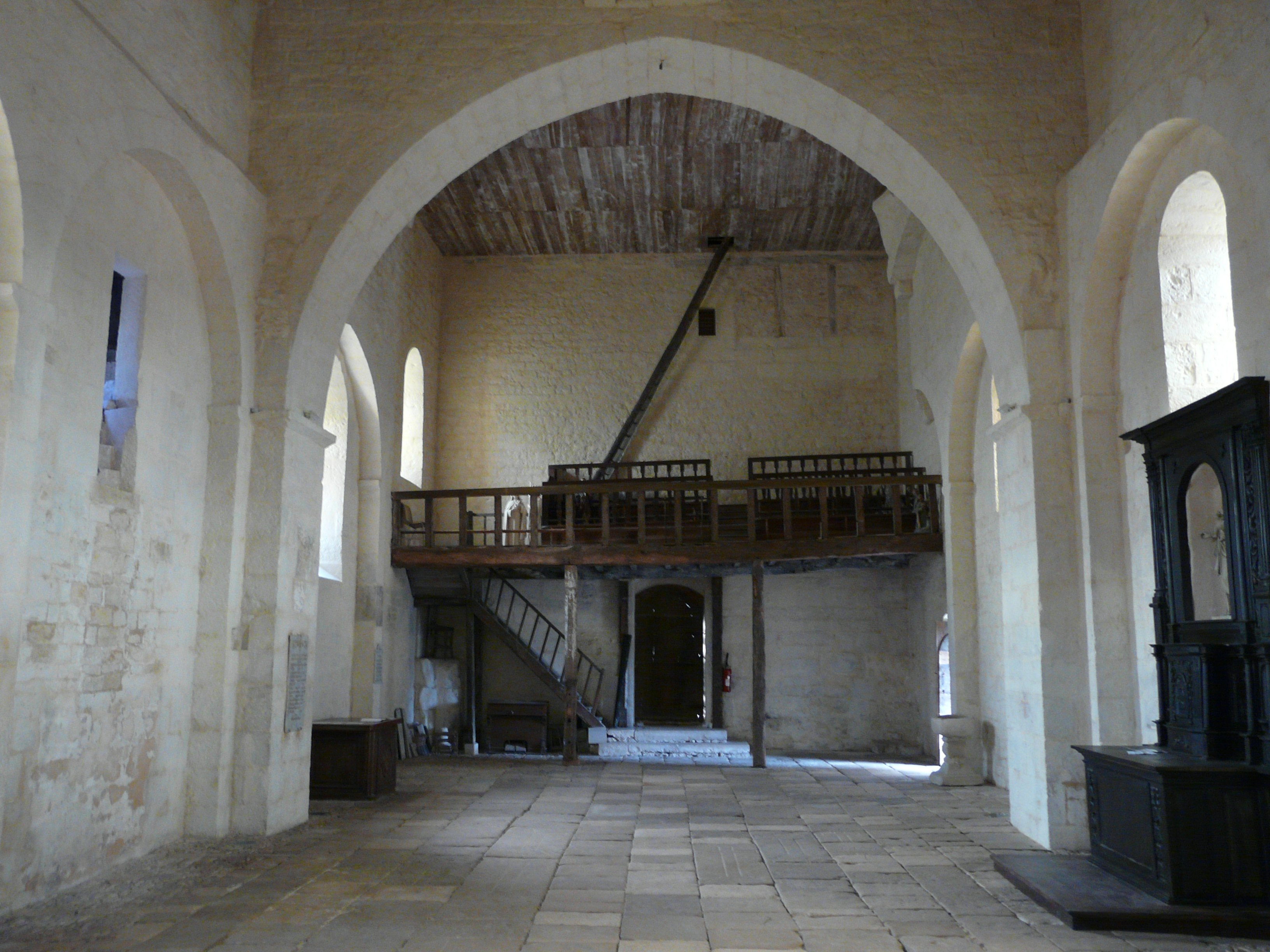
La nef.
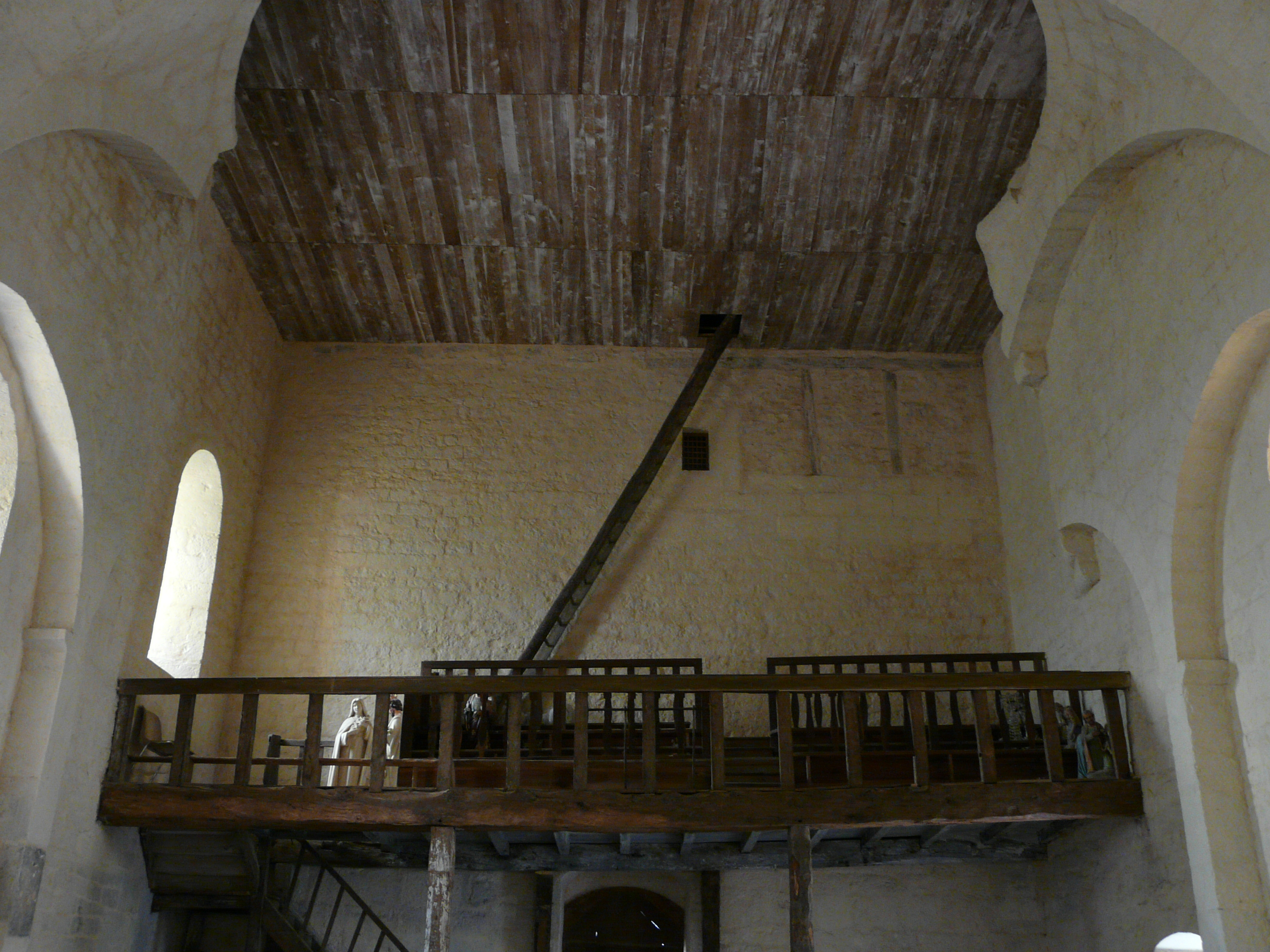
Tribune et trace de coupole.
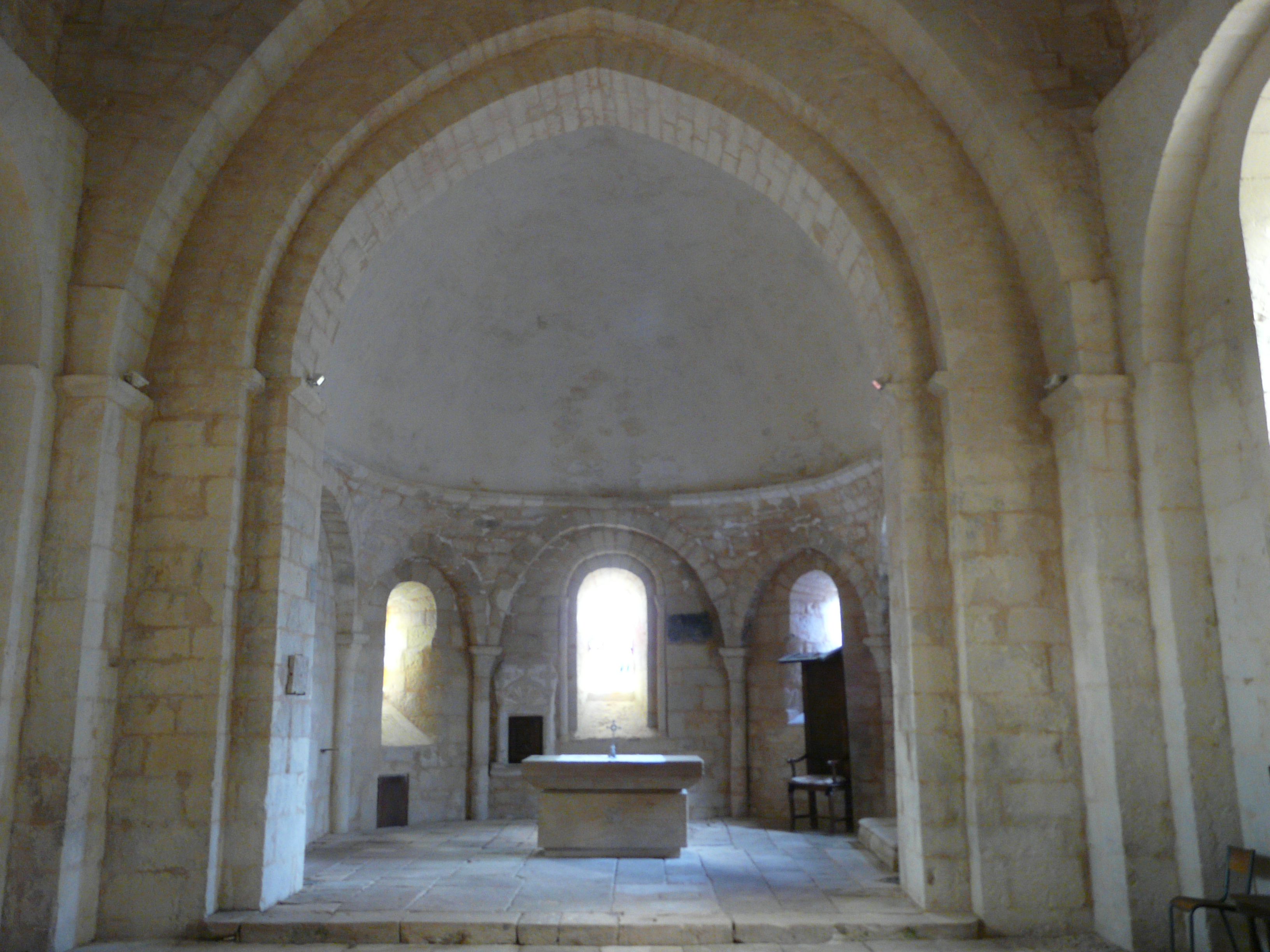
L'arc triomphal et le chœur.
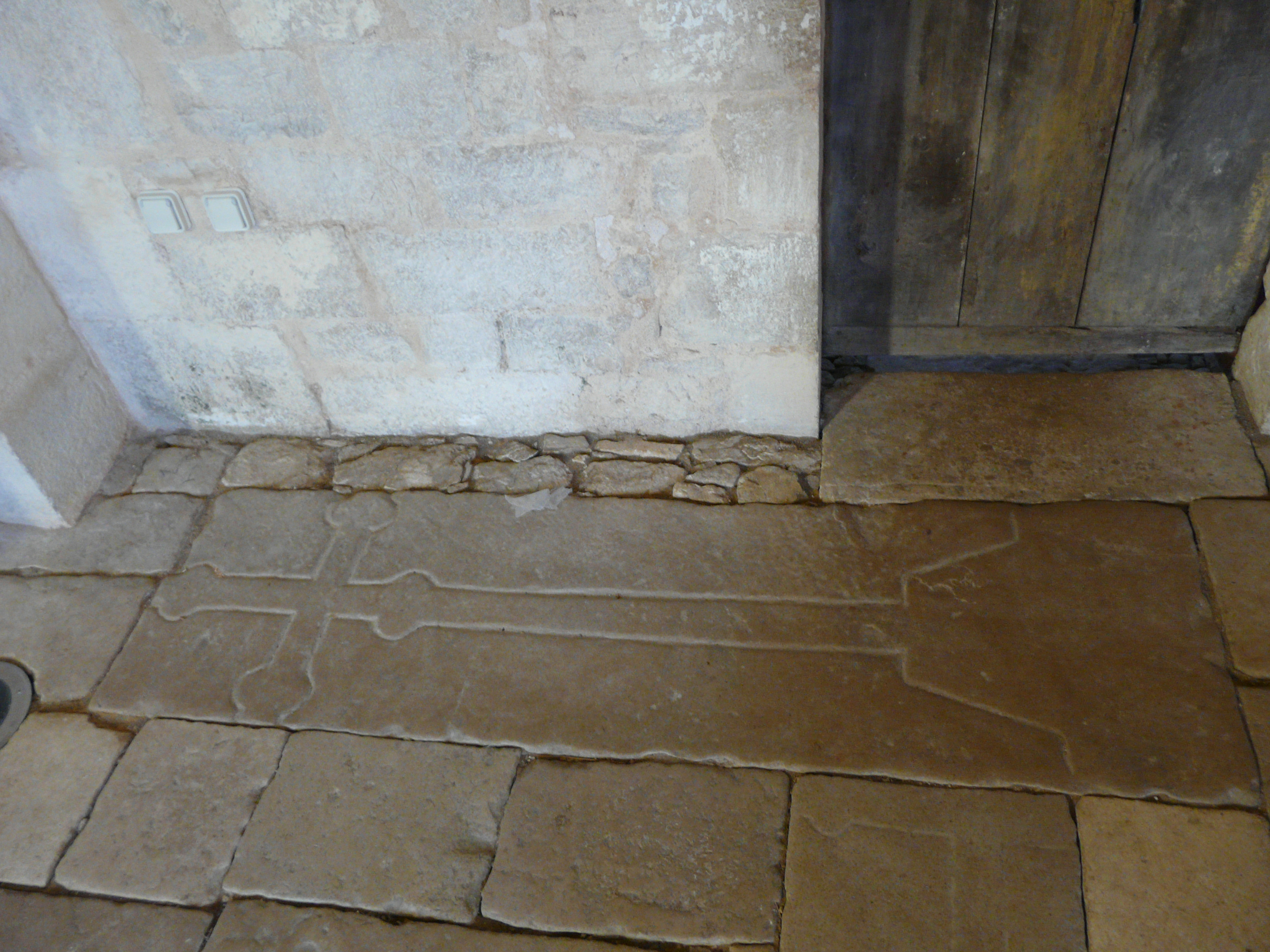
Dalle funéraire gravée dans le chœur, devant la porte de la sacristie.

## Mobilier
La pierre tombale de François de Hautefort se trouve dans le chœur, côté sud.
Le clocher-peigne n'arbore plus qu'une seule cloche, au nord.
Parmi les objets liturgiques que recèle l'église figure une croix de procession du XVIIe siècle en cuivre sur bois, classée le 6 mai 1963 au titre des monuments historiques.
À l'extérieur, le long de la façade sud, plusieurs sarcophages et pierres tombales sont visibles.

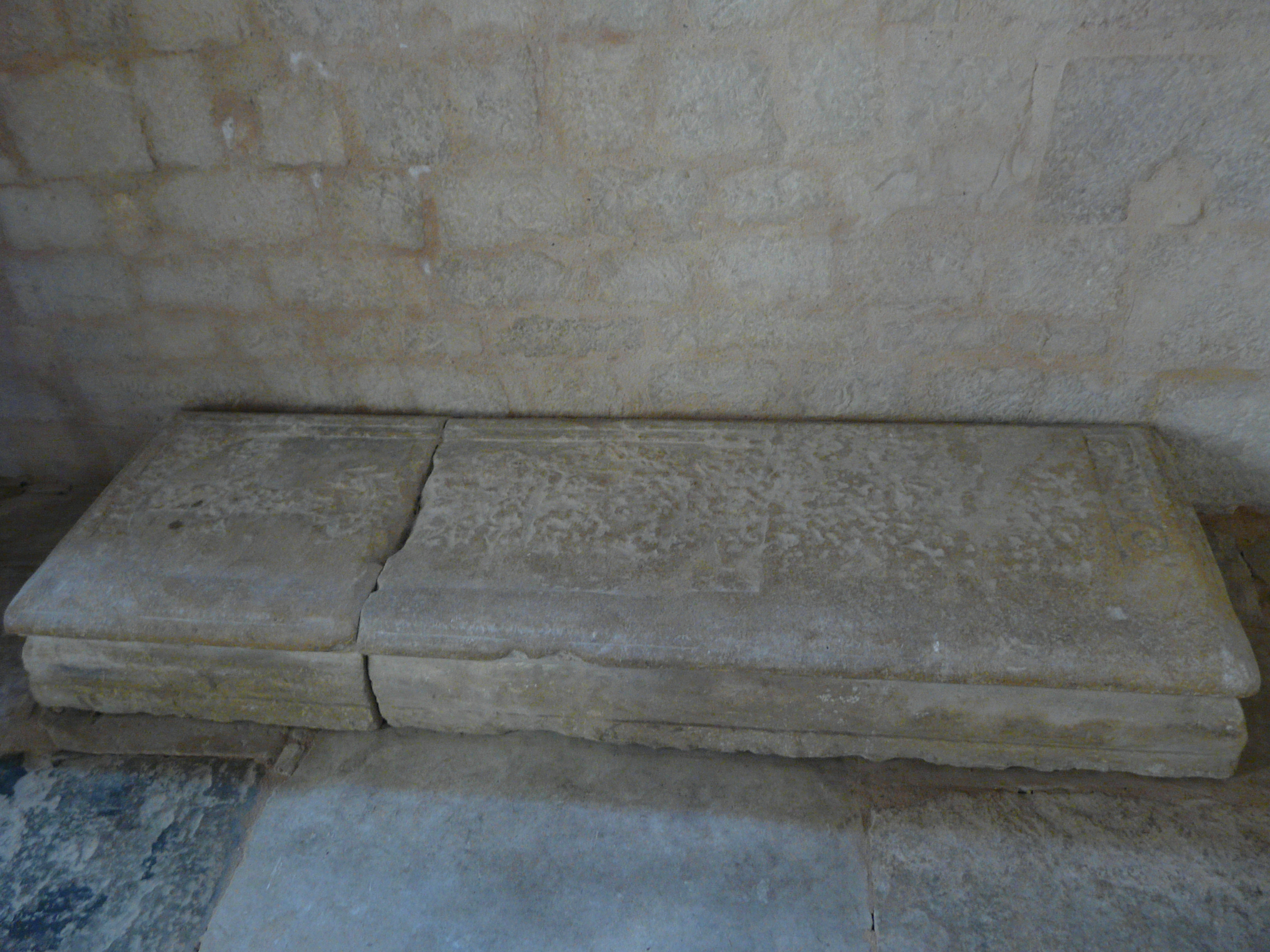
Pierre tombale de François de Hautefort.
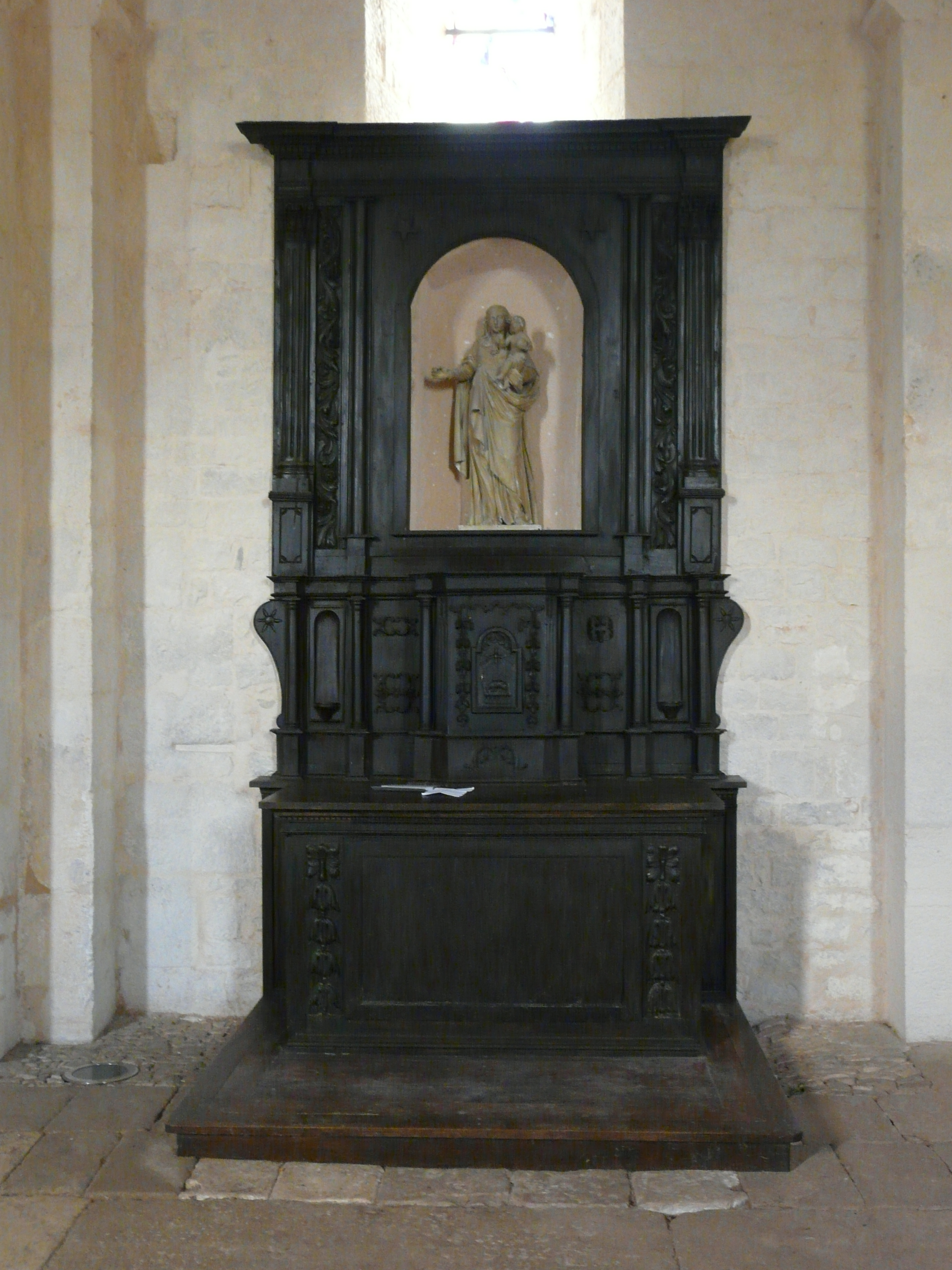
Retable dans la nef.
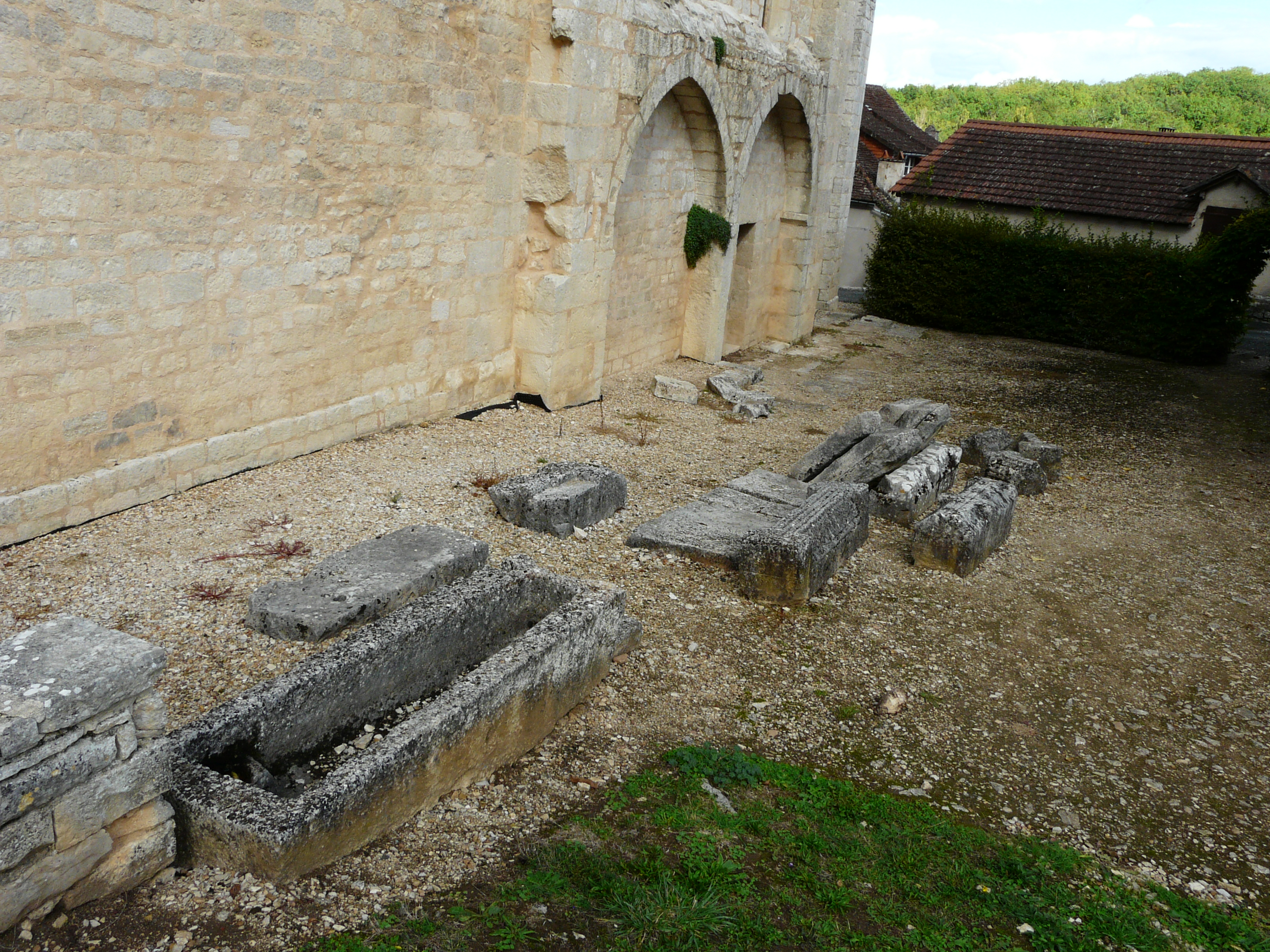
Sarcophage et pierres tombales, le long de la façade sud.